# Bradysia snyderi
Bradysia snyderi är en tvåvingeart som beskrevs av Wallace A. Steffan 1969. Bradysia snyderi ingår i släktet Bradysia och familjen sorgmyggor. Inga underarter finns listade i Catalogue of Life.